# Diploglossus garridoi
Diploglossus garridoi là một loài thằn lằn trong họ Anguidae. Loài này được Thomas & Hedges miêu tả khoa học đầu tiên năm 1998.